# Glossophaginae
Los murciélagos nectarívoros (Glossophaginae) componen un subfamilia de los Phyllostomidae.
Son importantes polinizadores de guamos, nogales, guanábanos, y muchas otras plantas gracias a su dieta basada en néctar y flores.

## Lista de especies
Subfamily: Glossophaginae
- Tribu Glossophagini
  - Género Anoura
    - Anoura aequatoris
    - Anoura cadenai
    - Anoura caudifer
    - Anoura cultrata
    - Anoura fistulata
    - Anoura geoffroyi
    - Anoura latidens
    - Anoura luismanueli

  - Género Choeroniscus
    - Choeroniscus godmani
    - Choeroniscus periosus
    - Choeroniscus minor

  - Género Choeronycteris
    - Choeronycteris mexicana

  - Género Glossophaga
    - Glossophaga commissarisi
    - Glossophaga leachii
    - Glossophaga longirostris
    - Glossophaga morenoi
    - Glossophaga soricina

  - Género Hylonycteris
    - Hylonycteris underwoodi

  - Género Leptonycteris
    - Leptonycteris curasoae
    - Leptonycteris nivalis
    - Leptonycteris yerbabuenae

  - Género Lichonycteris
    - Lichonycteris obscura

  - Género Monophyllus
    - Monophyllus plethodon
    - Monophyllus redmani

  - Género Musonycteris
    - Musonycteris harrisoni

  - Género Scleronycteris
    - Scleronycteris ega
- Tribu Lonchophyllini
  - Género Lionycteris
    - Lionycteris spurrelli

  - Género Lonchophylla
    - Lonchophylla bokermanni
    - Lonchophylla cadenai
    - Lonchophylla chocoana
    - Lonchophylla concava
    - Lonchophylla dekeyseri
    - Lonchophylla fornicata
    - Lonchophylla handleyi
    - Lonchophylla hesperia
    - Lonchophylla mordax
    - Lonchophylla orcesi
    - Lonchophylla orienticollina
    - Lonchophylla pattoni
    - Lonchophylla robusta
    - Lonchophylla thomasi

  - Género Platalina
    - Platalina genovensium

  - Género Xeronycteris
    - Xeronycteris vieirai